# Sri-lankische Cricket-Nationalmannschaft in Neuseeland in der Saison 1996/97
Die Tour der sri-lankischen Cricket-Nationalmannschaft nach Neuseeland in der Saison 1996/97 fand vom 7. bis zum 27. März 1996 statt. Die internationale Cricket-Tour war Bestandteil der Internationalen Cricket-Saison 1996/97 und umfasste zwei Tests und drei ODIs. Neuseeland gewann die Test-Serie 2–0, während die ODI-Serie 1–1 unentschieden endete.

## Vorgeschichte
Neuseeland spielte zuvor eine Tour gegen England, Sri Lanka ein Drei-Nationen-Turnier in den Vereinigten Arabischen Emiraten.
Das letzte Aufeinandertreffen der beiden Mannschaften bei einer Tour fand in der Saison 1994/95 in Neuseeland statt.

## Stadien
Die folgenden Stadien wurden für die Tour als Austragungsort vorgesehen.
| Stadion         | Stadt        | Kapazität | Spiele  |
| --------------- | ------------ | --------- | ------- |
| Eden Park       | Auckland     | 50.000    | 1. ODI  |
| Lancaster Park  | Christchurch | 38.628    | 2. ODI  |
| University Oval | Dunedin      | 6.000     | 1. Test |
| Seddon Park     | Hamilton     | 10.000    | 2. Test |
| Basin Reserve   | Wellington   | 11.000    | 3. ODI  |

## Kaderlisten
Die folgenden Kader wurden von den Mannschaften benannt.
| Test | Test | ODI | ODI |
| Neuseeland | Sri Lanka | Neuseeland | Sri Lanka |
| --- | --- | --- | --- |
| - Nathan Astle - Chris Cairns - Heath Davis - Simon Doull - Stephen Fleming - Matt Horne - Adam Parore - Dipak Patel - Blair Pocock - Daniel Vettori - Bryan Young | - Marvan Atapattu - Aravinda de Silva - Sajeewa de Silva - Kumar Dharmasena - Romesh Kaluwitharana - Sanath Jayasuriya - Roshan Mahanama - Muttiah Muralitharan - Arjuna Ranatunga - Hashan Tillakaratne - Chaminda Vaas - Pramodya Wickramasinghe - Nuwan Zoysa | - Nathan Astle - Chris Cairns - Heath Davis - Simon Doull - Stephen Fleming - Chris Harris - Matt Horne - Gavin Larsen - Adam Parore - Andrew Penn - Daniel Vettori - Bryan Young | - Upul Chandana - Aravinda de Silva - Kumar Dharmasena - Sanath Jayasuriya - Romesh Kaluwitharana - Roshan Mahanama - Muttiah Muralitharan - Arjuna Ranatunga - Hashan Tillakaratne - Chaminda Vaas - Nuwan Zoysa |

## Tests

### Erster Test in Dunedin
| 7. – 10. März Scorecard | Dunedin | Neuseeland 586-7d (146)                          | – | Sri Lanka 222 (85.2) & 328 (86.3) (f/o) |
|                         |         | Neuseeland gewinnt mit einem Innings und 36 Runs |   |                                         |

### Zweiter Test in Hamilton
| 14. – 17. Mai Scorecard | Hamilton | Neuseeland 222 (90.4) & 273 (97.4) | – | Sri Lanka 170 (68.2) & 205 (76.2) |
|                         |          | Neuseeland gewinnt mit 120 Runs    |   |                                   |

## One-Day Internationals

### Erstes ODI in Auckland
| 22. – 23. März Scorecard | Auckland | Neuseeland | – | Sri Lanka |
|                          |          | Abgesagt   |   |           |

### Zweites ODI in Christchurch
| 25. März Scorecard | Christchurch | Neuseeland 201-9 (50)           | – | Sri Lanka 202-4 (35.5) |
|                    |              | Sri Lanka gewinnt mit 6 Wickets |   |                        |

### Drittes ODI in Wellington
| 27. März Scorecard | Wellington | Neuseeland 201 (49.2)          | – | Sri Lanka 132 (37.2) |
|                    |            | Neuseeland gewinnt mit 69 Runs |   |                      |